# A BALLADS
『A BALLADS』（エー・バラーズ）は、日本の歌手・浜崎あゆみの1作目のバラード・ベスト・アルバム（「A BALLADS」の「A」はロゴ表記）。2003年3月12日にavex traxより発売。

## 解説
ベストアルバムとしては、2001年発売の『A BEST』から、約2年振りのリリースとなる。デビュー5周年を記念してリリースされた。
浜崎のベストアルバムで唯一CCCDでリリースされた作品であり、初回限定盤には、4パターンのジャケットが存在する。
デビューした1998年から2002年の4年間に発表されたバラード楽曲の中からファン投票によって選ばれた楽曲に加え、新曲「RAINBOW」と荒井由実のカバー曲の「卒業写真」が収録されている。曲順は投票順に12位から1位を並べただけのものであり、浜崎本人も「（並べただけなのに）ちゃんとしたアルバムとして形が出来ていてビックリした」と語っている。12曲中、7曲の楽曲がリアレンジ、新録音して収録されている。
18年後の2021年4月8日には今作の続編として、『A BALLADS 2』がリリースされた。

## 収録曲
| 全作詞: ayumi hamasaki（#14、作詞: Yumi Arai）。 |                                       |                                          |                  |                                                        |      |
| #                                                | タイトル                              | 作詞                                     | 作曲             | 編曲                                                   | 時間 |
| 1.                                               | 「RAINBOW」                           | ayumi hamasaki （#14、作詞: Yumi Arai ） | CREA + D・A・I   | CMJK                                                   | 5:28 |
| 2.                                               | 「appears "HΛL'S Progress"」          | ayumi hamasaki （#14、作詞: Yumi Arai ） | Kazuhito Kikuchi | HΛL (Toshiharu Umezaki、Takehito Shimizu、Yuta Nakano) | 5:57 |
| 3.                                               | 「Key 〜eternal tie ver.〜」          | ayumi hamasaki （#14、作詞: Yumi Arai ） | Kunio Tago       | Naoto Suzuki                                           | 3:15 |
| 4.                                               | 「YOU "northern breeze"」             | ayumi hamasaki （#14、作詞: Yumi Arai ） | Yasuhiko Hoshino | tasuku                                                 | 5:03 |
| 5.                                               | 「TO BE "2003 ReBirth Mix"」          | ayumi hamasaki （#14、作詞: Yumi Arai ） | D・A・I          | Naoto Suzuki、D・A・I                                  | 5:19 |
| 6.                                               | 「HANABI」                            | ayumi hamasaki （#14、作詞: Yumi Arai ） | CREA + D・A・I   | CMJK                                                   | 4:49 |
| 7.                                               | 「ℳ "HΛL'S Progress"」                | ayumi hamasaki （#14、作詞: Yumi Arai ） | CREA             | HΛL                                                    | 5:24 |
| 8.                                               | 「Dearest」                           | ayumi hamasaki （#14、作詞: Yumi Arai ） | CREA + D・A・I   | Naoto Suzuki                                           | 5:33 |
| 9.                                               | 「Dolls」                             | ayumi hamasaki （#14、作詞: Yumi Arai ） | CREA             | HΛL                                                    | 5:57 |
| 10.                                              | 「SEASONS "2003 ReBirth Mix"」        | ayumi hamasaki （#14、作詞: Yumi Arai ） | D・A・I          | Naoto Suzuki                                           | 4:20 |
| 11.                                              | 「Voyage」                            | ayumi hamasaki （#14、作詞: Yumi Arai ） | CREA + D・A・I   | Ken Shima                                              | 5:07 |
| 12.                                              | 「A Song for ×× "030213 Session #2"」 | ayumi hamasaki （#14、作詞: Yumi Arai ） | Yasuhiko Hoshino | Shingo Kobayashi                                       | 5:51 |
| 13.                                              | 「Who... "Across the Universe"」      | ayumi hamasaki （#14、作詞: Yumi Arai ） | Kazuhito Kikuchi | CMJK                                                   | 5:37 |
| 14.                                              | 「卒業写真」                          | ayumi hamasaki （#14、作詞: Yumi Arai ） | Yumi Arai        | tasuku                                                 | 4:23 |
| 合計時間:                                        | 合計時間:                             | 合計時間:                                | 合計時間:        | 72:03                                                  |      |

## 楽曲解説
1. RAINBOW
この曲は、5thアルバム『RAINBOW』の初回盤購入者がインターネット上のみで聴けたインストゥルメンタル楽曲「RAINBOW」が元となっており、その曲を聞いて感じたことの感想や言葉を募集して届いた10万通以上ものメッセージを読みそれらを元に作詞された、完全未発表による新曲。なお、「RAINBOW」の「A」はロゴ表記。2種類のPVが製作されている。
サウンドのアレンジはCMJKの手によって進められていたが、浜崎本人が「楽曲として成立させるには、まだまだ要素が足りない所がある」と指摘したことを受け、急遽、長尾大とCREAの手によって楽曲の再構築が成されていき、その過程で後半に進むにつれ、暖かみを感じられ、尚且つどんどん盛り上がっていくようなアレンジに変化を遂げさせていったのだと言う。アレンジの中にあるコーラスは、新たなメロディーのデモ製作の際に集まっていた長尾の仲間が試しにコーラスを歌ってデモとして取っておいていたが、非常に臨場感と迫力が強かったため、デモテープのままのアレンジをそのまま採用する事になったと言う[2]。
浜崎はこの曲に関して「今までに、ファンみんなの直接的な声を受けて作詞をするって、まだやったことがなかったから、「RAINBOW」の制作が持ち上がった時に「ちょっとやってみようか。」って思ったのが、きっかけだったんだよね。ありがたいことに募集したメッセージが10万通も届いて嬉しかったし、驚いたなとも思って。それを受けていざ、作詞に取り掛かろうと思ってみたら、「まず、どうやって書いていこうかな。」ってすごく悩んで苦労をしたかな。けど、届いたメッセージはしっかりと全て見たいし聴きたいって思って、メッセージを読んでみたら、すごい悲しいことが書かれてあったり、逆に嬉しいこと、色や景色とか、10万人が感じた様々な声が書かれてあって、それを断片的な言葉から1つの詞として繋げていくのは、職業作家の人の方が上手にまとめ上げたり出来るから、どうしてもそれをやるのは自分じゃないなと思ったし、10万人の声の誰か一人だけに主観を置くって事も出来ないし違うなと思ったから。そこで全部のメッセージを読んだ自分自身が、そこから全体を通してどう感じたか、どう思ったかを詞に編んでいって完成させたのがこの曲になるんだよね。」と語っている[2]。
2. appears "HΛL'S Progress"
11thシングルのアレンジ。人気投票12位。
浜崎本人がそのまま収録するのではなく、何かリアレンジしたいとアイディアを出し、オリジナルのアレンジを手掛けたHΛLに2003年(当時)の現在、というテーマを元に生まれる新たなリアレンジを聴かせて欲しいと言う要望により、制作されたのだと言う。
サブタイトルにもあるようにの“HΛL‘S Progress”とは、「HΛLサウンドのアプローチの進化型」を意味するのだと言う。元々のオリジナルのイメージやニュアンスを残しながらも、新たなサウンドによる新しい側面を見せることができたとの事[2]。
3. Key 〜eternal tie ver.〜
3rdアルバム『Duty』収録曲。人気投票11位。
浜崎が「結婚式とかで祝福出来るような曲が作りたい」と言う意向で製作された楽曲。本作に収録するにあたり、1度は新録音しようかと思案したが、その当時にしか生み出せない、当時だからこそ表現できた息吹やテイクを重要視することになり、リマスタリングだけを施してオリジナルのまま収録することになったのだと言う[2]。
4. YOU "northern breeze"
2ndシングルのアレンジ、新録音。人気投票10位。
当初はオリジナルのテイクを生かして、トラックのバランスをトラックダウンし直して再構築したものが完成していたが、浜崎本人が「もう一度リメイクを施したい」と希望を出したことを受け、急遽、作り直したのだと言う。
オリジナルのイメージを崩さないで尚且つその当時の今の浜崎あゆみを感じて貰えるようにしたいとの意向を受け、リアレンジを施し、サブタイトルにもあるように、"northern breeze"＝北欧のそよ風を彷彿とさせるような自然的かつ普遍的なアレンジに仕上げたとの事[2]。
5. TO BE "2003 ReBirth Mix"
8thシングルのアレンジ。人気投票9位。
この曲は、当時のトラックとヴォーカルの良さを生かし、トラックダウンだけを施して制作[注 2]され、2003年当時の浜崎あゆみのサウンドのイメージと質感に近付ける事に念頭を置いた上でアレンジを施したのだと言う[2]。
6. HANABI
27thシングル『H』収録曲。人気投票8位。
人気投票の中でも確実に漏れる事はないと、予想されていたとの事であり、本作に改めて収録されるはこびとなった[2]。
浜崎はこの曲に関して、「『H』の3曲を製作する際、"物悲しく終わりを迎える夏"を思い浮かべるような、楽曲を最後に持ってきたいなと思って作ったのが、この曲になるんだよね。」と語っている[3]。
7. ℳ "HΛL'S Progress"
19thシングルのアレンジ。人気投票7位。
前述の「appears」と同様、HΛLが手掛けるアレンジメントによって生まれ変わると言うコンセプトの元で制作されたもの。オリジナルでは存在しなかったイントロが付加されたものとなっており、浜崎は本作のデモを聞いて、あまりにも壮大なアレンジの施しに思わず笑ってしまったのだと言う[2]。
8. Dearest
24thシングル。人気投票6位。
本作はシングルに収録されている"Acoustic Piano Version"が存在しており、オリジナルと、アコースティックバージョンとどちらを収録するか迷っていたそうで、思案の末、その他の楽曲がリアレンジを施されたり、新録音されたりとオリジナルとは異なった姿に変わっていくのを見て、「この楽曲はオリジナルのまま、収録することにしよう」と言う方向で纏まり、そのままリマスタリングだけを施して収録されたとの事[2]。
9. Dolls
5thアルバム『RAINBOW』収録曲。人気投票5位。
浜崎あゆみが得意とする、暗くはないメロディーを切ない雰囲気で歌い上げるミディアム曲となっているとの事[2]。
浜崎はこの曲に関して「歌詞は完成した曲を聴いた時に「花が次々と咲いて行って、その花でいっぱいに広がるような絵」がイメージできて、そこから「綺麗な花を咲かせましょう」と言う形になって、さらにそこからこの曲が持つ世界観をどんどんと、膨らませていって完成させた曲。度々敬語のような言葉を用いたのは、綺麗な曲に近付けたかったのと、日本語特有の繊細なイメージを強調したいと思ってそう書いたんだよね。」と語っている[3]。
10. SEASONS "2003 ReBirth Mix"
16thシングルのアレンジ。人気投票4位。
本作は前述の「TO BE」同様、トラックダウンだけを施して制作[注 2]され、収録された[2]。
11. Voyage
28thシングル。人気投票3位。
自他共に認める2002年を代表する楽曲であり、浜崎はこの曲に関して「まず、私とD.A.I.が作ったメロディーの上に自分の詞とボーカルを乗せて、まだその段階で物足りなさを覚えて、もうちょっと何かを付け足したいなって思ってた所に島健さんのアレンジが加わって。その島さんのアレンジが加わったことで、私だけじゃ、なかなか広げきれなかった要素が一気に広がっていってくれたなと、感じさせられた1曲だったね。」と語っている[2][3]。
12. A Song for ×× "030213 Session #2"
1stアルバム『A Song for ××』の表題曲のアレンジ、新録音。人気投票2位。
2001年発売のベスト・アルバム『A BEST』に引き続き、アレンジ、新録音されて収録された。
本作の構想が出た時に、早い段階でリメイクを構想していたそうで、そのイメージを形にして仕上げたのがこの曲であったと言い、アレンジ面では、オリジナルではポップチューンとしての側面の強いアレンジであったが、本作ではロックテイストを盛り込んだアレンジに変化させており、本作では、スタジオ形式となっており、ライブツアー等で演奏を担当するバンドメンバーによるセッションで、スタジオでの一発録りのレコーディングスタイルによって完成させたのだと言う。サブタイトルにある“030213 Session #2”は、2003年2月13日のレコーディング、テイク2と言う意味があるとの事[2]。
13. Who... "Across the Universe"
2ndアルバム『LOVEppears』収録曲のアレンジ、新録音。人気投票1位。
この曲も「YOU」と同様に、今の浜崎あゆみを取り入れたものにしたいとの意向により、アレンジが進められていったのだそうで、オリジナルでは打ち込み色の強い硬質な印象を受けるアレンジだったが、浜崎は今回ではオリジナルよりも温かみがあって柔らかいものにしたいと希望したことで、新たなアレンジを担当することになったCMJKの手によって1からアレンジを組み立て直して、生演奏のアコースティックピアノや、重厚なコーラスを加えていったり、後半に向けて盛り上がりを見せていくように施され、オリジナルよりも壮大かつドラマチックなアレンジに変化させていったのだと言う[2]。
14. 卒業写真
完全未発表による荒井由実のカバー曲。浜崎にとっては自身初のカバー曲となる。
かねてより、過去に発表された名曲をカバーすると言うアイディアがあったが、それを実現するにまで至る切っ掛けがなかったため、ずっと温めていたアイディアであったが、本作の制作を機に改めて提案がなされたのと、浜崎本人が「カバーを入れたい」と言う考えが一致し、制作されたもの。
サウンドの制作として、tasukuを起用、オリジナルが持つイメージやニュアンスからは、あえて距離を置いた上で、浜崎の世代が解釈するこの曲に対するイメージを生かして形としていくようにする事を念頭に置いてアレンジが進められて完成させたとの事[2]。

## タイアップ
※ シングル曲のタイアップについては、各項目を参照。
RAINBOW
Panasonic デジタルカメラ「LUMIX」 TV-CFソング

## その他の収録アルバム
- RAINBOW
  - 『RAINBOW』(DVD-Audio)
  - 『RAINY SEASON SELECTION』

## 収録ライブ映像 (新曲のみ)
- RAINBOW
  - 『ayumi hamasaki COUNTDOWN LIVE 2007-2008 Anniversary』
    - 『ayumi hamasaki BEST LIVE BOX A』(A BALLADS TRACK LIST LIVE)

  - 『ayumi hamasaki LIMITED TA LIVE TOUR』(A COMPLETE 〜ALL SINGLES〜)
  - 『ayumi hamasaki COUNTDOWN LIVE 2011-2012 A 〜HOTEL Love songs〜』(Party Queen)
  - 『ayumi hamasaki COUNTDOWN LIVE 2021-2022 A 〜23rd Monster〜』(ayumi hamasaki ASIA TOUR 〜24th Anniversary special@PIA ARENA MM〜)
- 卒業写真
  - 『ayumi hamasaki COUNTDOWN LIVE 2007-2008 Anniversary』
    - 『ayumi hamasaki BEST LIVE BOX A』(A BALLADS TRACK LIST LIVE)